# NGC 2929
NGC 2929 (również PGC 27398 lub UGC 5126) – galaktyka spiralna (Sc), znajdująca się w gwiazdozbiorze Lwa. Odkrył ją Heinrich Louis d’Arrest 21 lutego 1863 roku.
W galaktyce tej zaobserwowano supernową SN 2010jn.